# Theridion workmani
Theridion workmani là một loài nhện trong họ Theridiidae.
Loài này thuộc chi Theridion. Theridion workmani được Tord Tamerlan Teodor Thorell miêu tả năm 1887.